# 大韩赤十字社
大韓赤十字社（：／，或譯作大韓紅十字會）是国际红十字与红新月运动在大韩民国的执行机构。

## 历史
大韓帝國政府于1903年1月8日签署《第一次日内瓦公约》，1905年10月27日首創大韓赤十字社，並制定颁布规则。大韩赤十字社成立初期的总裁有義陽君李載覺和義親王李堈。然而同年11月17日，大韓帝國在日本的胁迫下签订了《乙巳条约》，1909年7月23日，也就是日韓合併的前一年，日本以法令强行废除了大韓赤十字社。
之后的1919年8月29日，大韩民国临时政府宣布以内务部總长安昌浩的名义成立大韓赤十字會，以此爲基礎於1947年3月成立朝鲜赤十字社。1949年10月，第一共和國政府成立后，改组为大韓赤十字社。1955年9月28日，成为红十字会与红新月会国际联合会第74位会员。